# Цілінне (Єврейська автономна область)
Цілинне (рос. Целинное) — село у Ленінському районі Єврейської автономної області Російської Федерації.
Входить до складу муніципального утворення Бабсьтовське сільське поселення. Населення становить 60 осіб (2010).

## Історія
Згідно із законом від 26 листопада 2003 року органом місцевого самоврядування є Бабсьтовське сільське поселення.

## Населення
| 2002 | 2010 |
| ---- | ---- |
| 123  | ↘60  |